# کلیبرون
کلیبرون (به آلمانی: Cleebronn) یک شهر  در آلمان است که در هایلبرون واقع شده‌است. کلیبرون ۲٬۷۴۰ نفر جمعیت دارد.